# نبرد گالیپولی

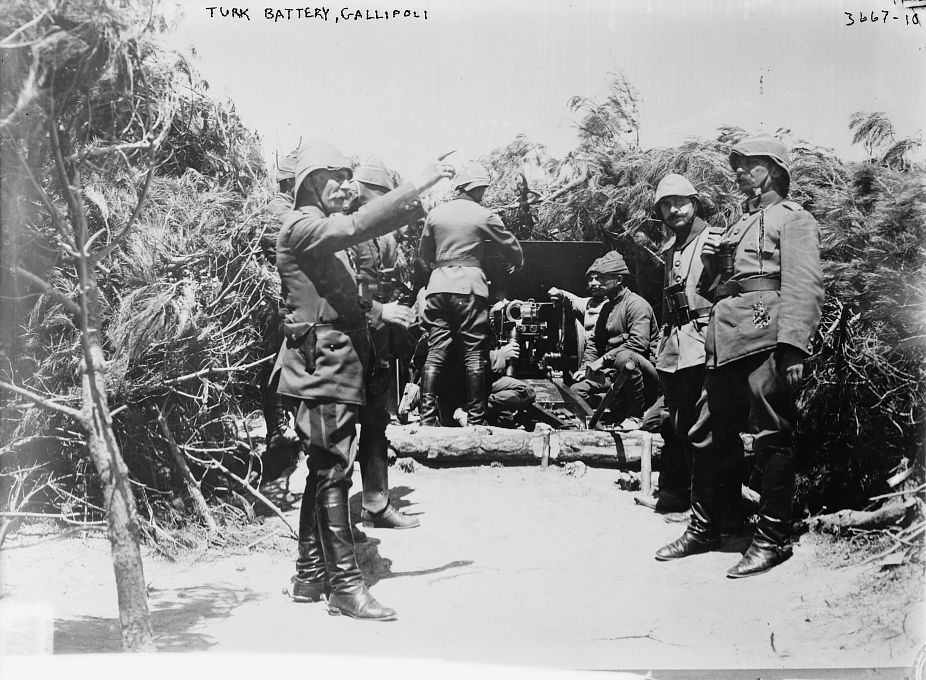
گروهان توپخانه عثمانی در چناق‌قلعه

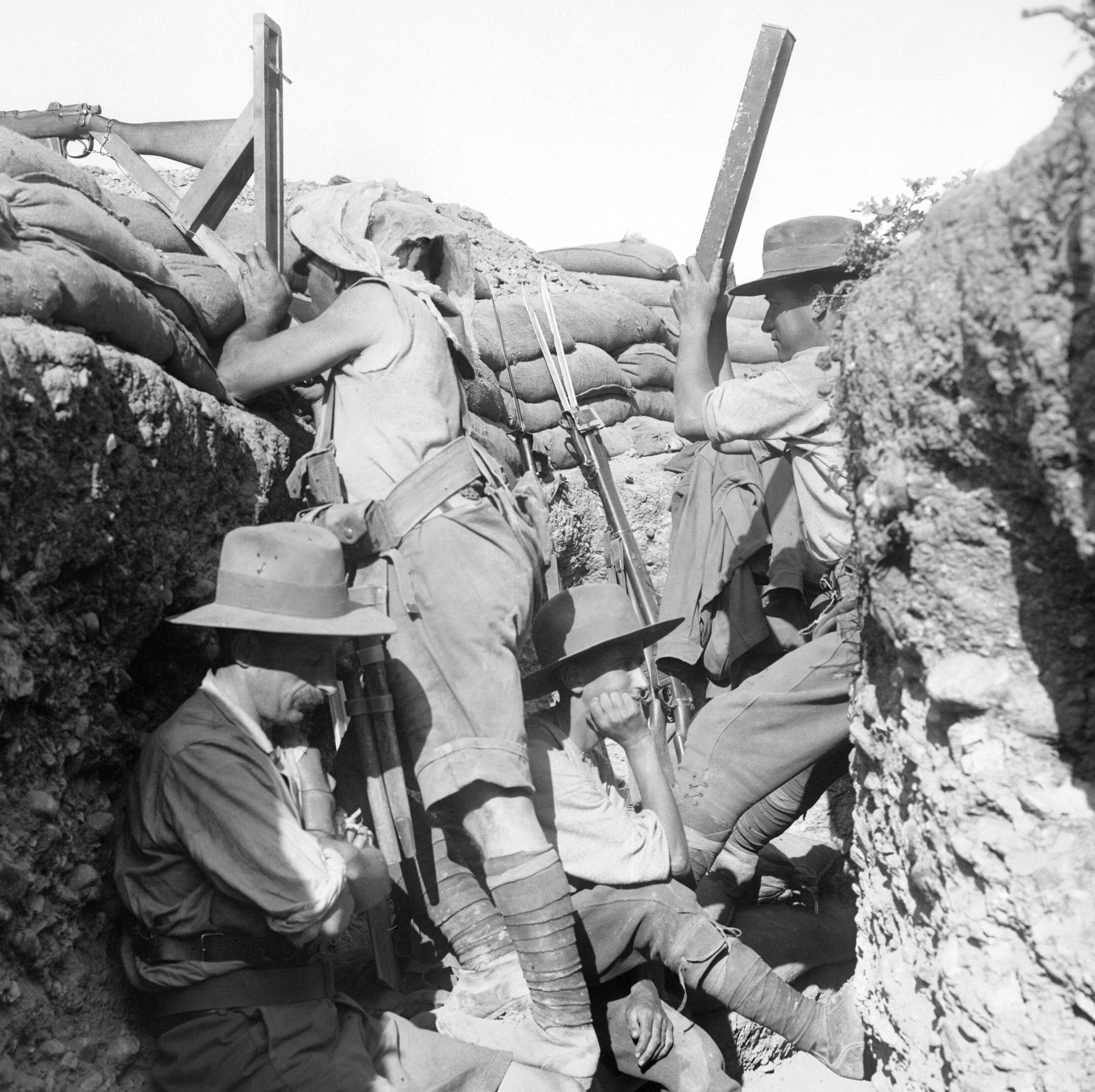
دیدبان‌های استرالیایی در نبرد گالیپولی.

نبرد گالیپولی یا نبرد چناق‌قلعه (به ترکی استانبولی: Çanakkale Savaşı) (به انگلیسی: Battle of Gallipoli)، نام جنگی است که در جنگ جهانی اول بین امپراتوری عثمانی و نیروهای ائتلافی (انگلستان، فرانسه و اَنزَکها) در تنگه داردانل درگرفت. این نبرد که بیش از هشت ماه طول کشید در ۲۵ آوریل سال ۱۹۱۵ میلادی آغاز شد و سرانجام در دسامبر سال ۱۹۱۵ با شکست نیروهای ائتلافی به پایان رسید. و در پایان از هر دو جبههٔ متفقین و متحدین بیش از نیم میلیون نفر کشته و زخمی برجای ماند. در این نبرد کشتی‌های نیروی دریایی متفقین آسیب زیادی دیدند اما در پایان آنان فاتح جنگ جهانی اول شدند. مصطفی کمال آتاترک، افسر ترک در جنگ گالیپولی به شهرت رسید و پس از پایان جنگ و فروپاشی امپراتوری عثمانی بنیان‌گذار ترکیه نوین شد.
در برخی کشورها مانند استرالیا، نیوزلند و ترکیه هر ساله، خاطره این نبرد گرامی داشته می‌شود.

## تاریخچه جنگ
در سال ۱۹۱۴ نیروهای متفقین، به فکر تصرف تنگه داردانل افتادند اما با اعلام بی‌طرفی دولت عثمانی، حمله‌ای به آن صورت نگرفت. پس از ورود دولت عثمانی به جنگ، وینستون چرچیل که در آن زمان وزیر دریانوردی بریتانیا بود، به نقش کلیدی این منطقه برای تسخیر استانبول اشاره کرد و در نهایت توانست نظر خود را به کابینه و ارتش بریتانیا بقبولاند. هدف این نبرد به زانو درآوردن عثمانی و امکان ارتباط نزدیک‌تر با روسیه بود.
نخستین بار، در نوزدهم فوریه ۱۹۱۵، ناوگان دریائی مشترک بریتانیا و فرانسه با محاصره منطقه، به مدت یک ماه نیروهای عثمانی مستقر در دو سوی تنگه را گلوله‌باران کردند. نبرد ۱۸ مارس، آخرین برگ این حمله بود که نتیجه را در پایان به سود عثمانی‌ها رقم زد. متفقین در این روز تمام نیروی خود را به کار بستند تا کنترل تنگه داردانل را به دست آورند اما با دفاع عثمانی‌ها، دست آخر هفت کشتی آنان در این روز غرق شد که منجر به عقب‌نشینی این نیروها شد.
متفقین برای جبران این شکست و اعاده حیثیت، تدارک نبرد همه‌جانبه‌ای را با حضور نیروی دریایی و زمینی دیدند. در ۲۵ آوریل، لشکر هفتاد هزار نفری متفقین، در چناق‌قلعه پیاده شدند و آنان را ۱۰۹ ناو جنگی و صدها شناور دیگر از دریا حمایت کردند. این نبرد چندین ماه به طول کشید و با دفاع سرسختانه عثمانی‌ها روبرو شد. سرانجام، به دلیل تلفات سنگین، نیروهای متفق در ماه دسامبر آغاز به تخلیه منطقه کردند و کنترل منطقه در دست عثمانی باقی‌ماند.

## آمار و ارقام

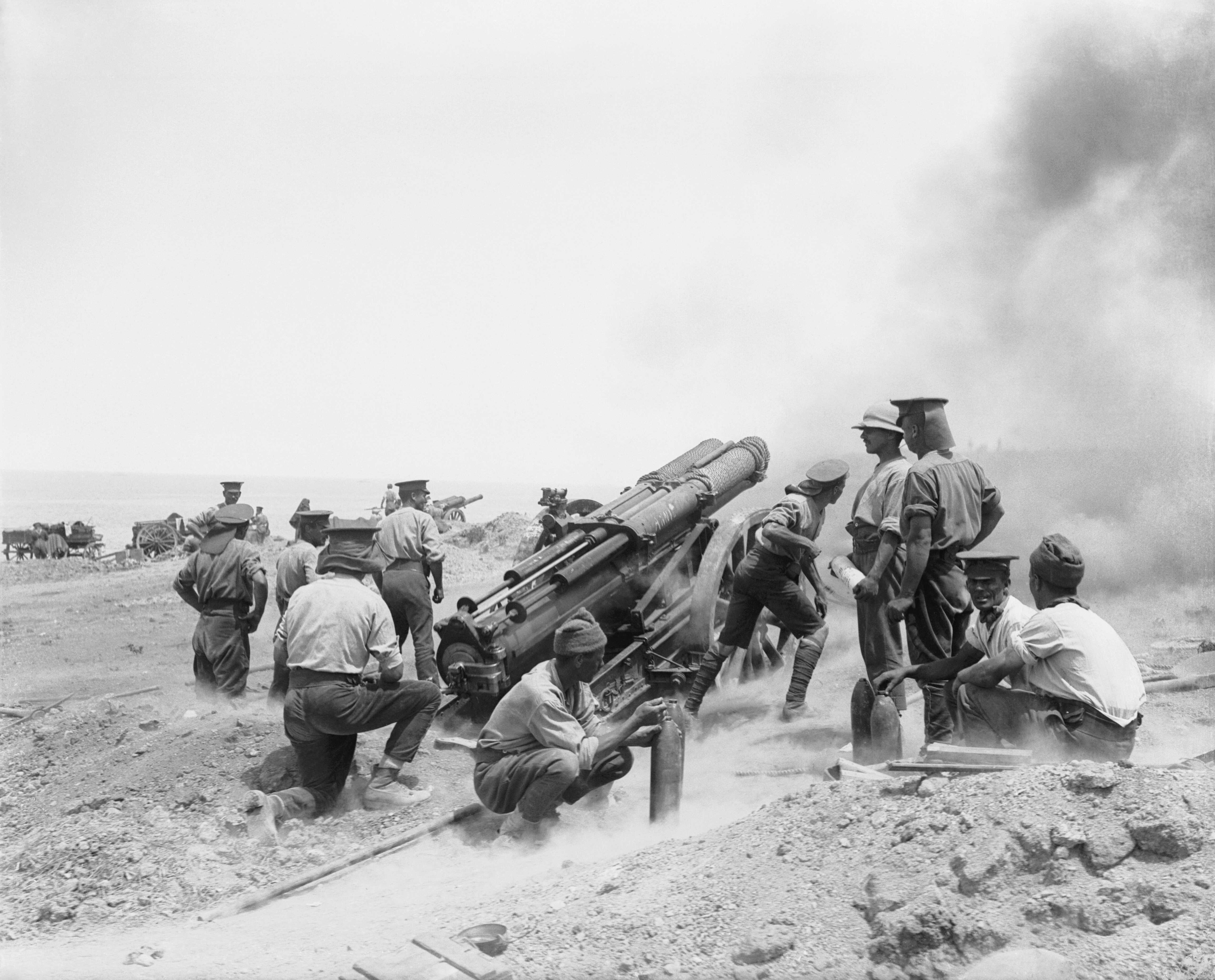
توپخانه انگلستان در نبرد گالیپولی

برخی منابع مانند تعداد کشته شدگان این جنگ را نیم میلیون نفر نوشته‌اند اما بر اساس منابعی همچون ویکی‌پدیای انگلیسی، شمار کشته شدگان و مجروحان روی هم نیم میلیون نفر بوده‌است که تقریباً دو طرف به اندازه برابر کشته و زخمی داده‌اند. تعداد کشته‌های عثمانی و متفقین به ترتیب ۵۶ و ۵۸ هزار نفر بوده‌است. زخمی شدگان نیز به ترتیب ۹۷ و ۱۶۴ هزار نفر بوده‌اند که جمع تلفات (کشته شدگان و زخمی‌ها) به سیصد و هفتاد و پنج هزار نفر می‌رسد.

## دیگر موضوعات
مصطفی کمال آتاترک خود مستقیماً فرماندهی ترک‌ها را بر عهده داشته و در تهییج نیروهای عثمانی مؤثر بوده‌است. چرچیل نیز از سوی دیگر نقش عمده‌ای را در بریتانیا در به راه‌اندازی این جنگ داشته‌است.
این نبرد در استرالیا و نیوزلند با نام نبرد آنزاک نیز شناخته می‌شود و هر ساله مراسم یادبودی در روز آنزاک برای آن برگزار می‌شود.
آتاترک در یکی از سخنرانی‌ها به نیروهای زیر فرمانش گفته بود: «من به شما دستور نمی‌دهم که بروید و بجنگید، دستور می‌دهم بروید و شهید شوید».

## نگارخانه

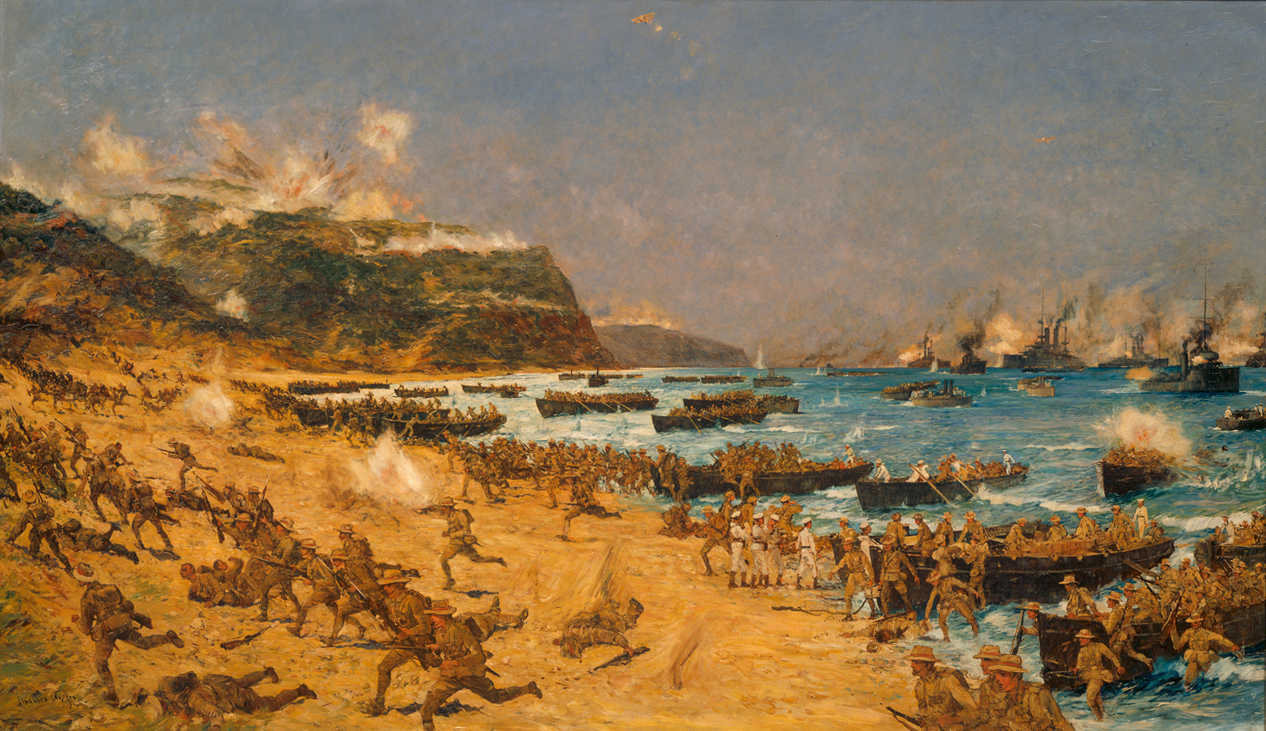
نیروهای فرانسوی
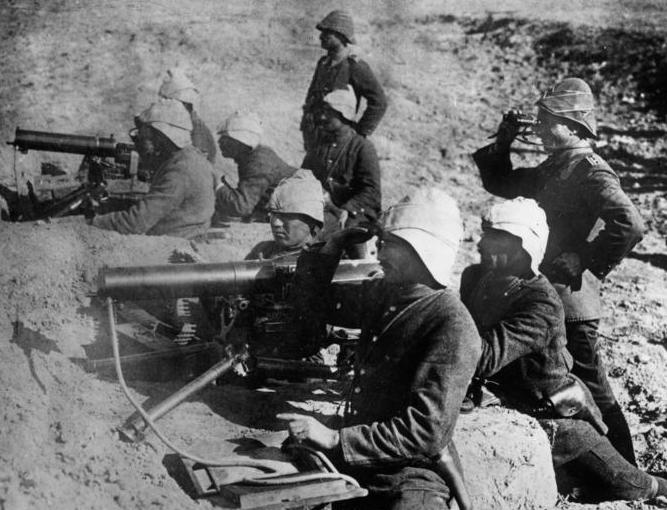
نیروهای عثمانی
سربازان استرالیایی
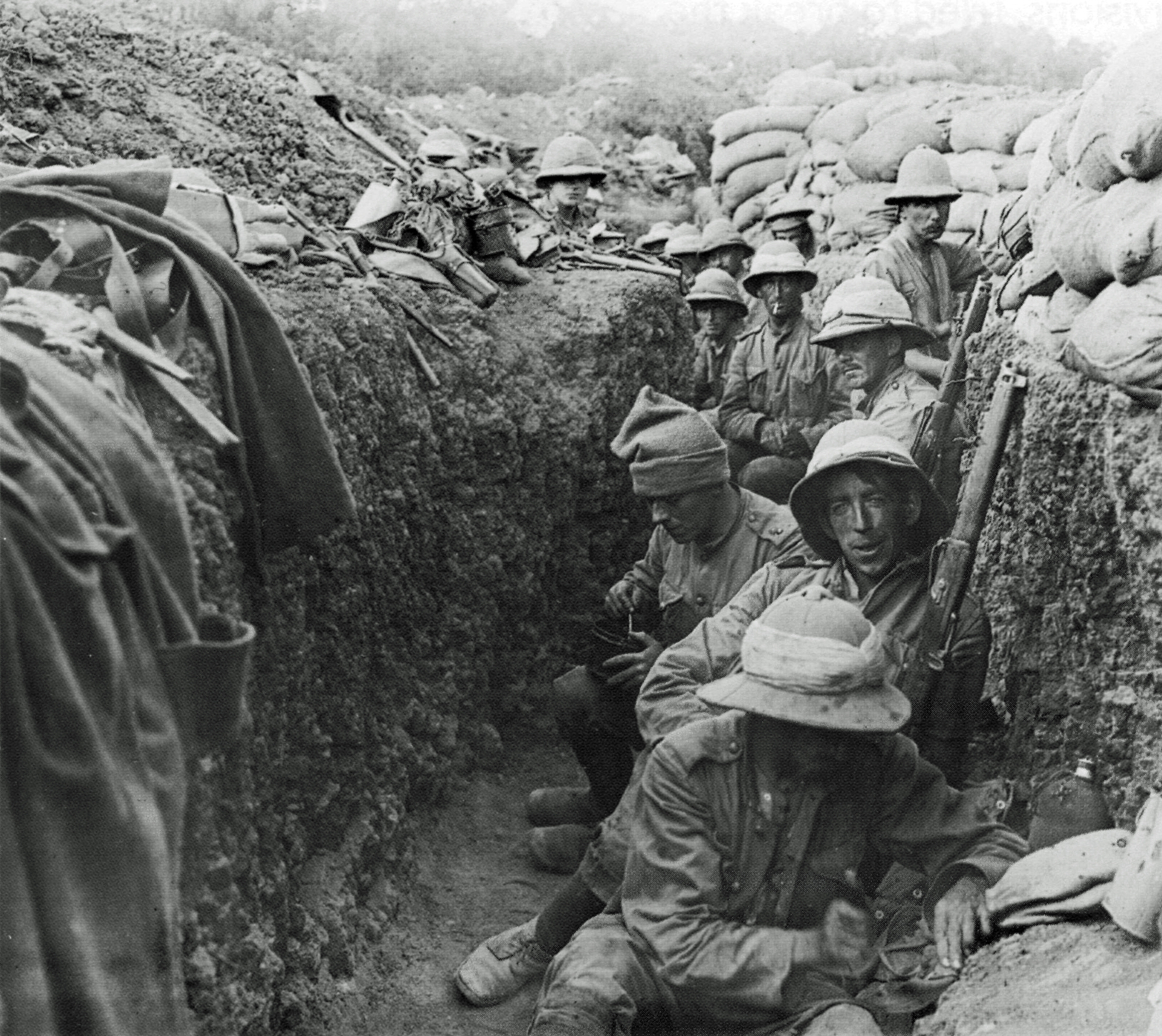
نیروهای ایرلندی
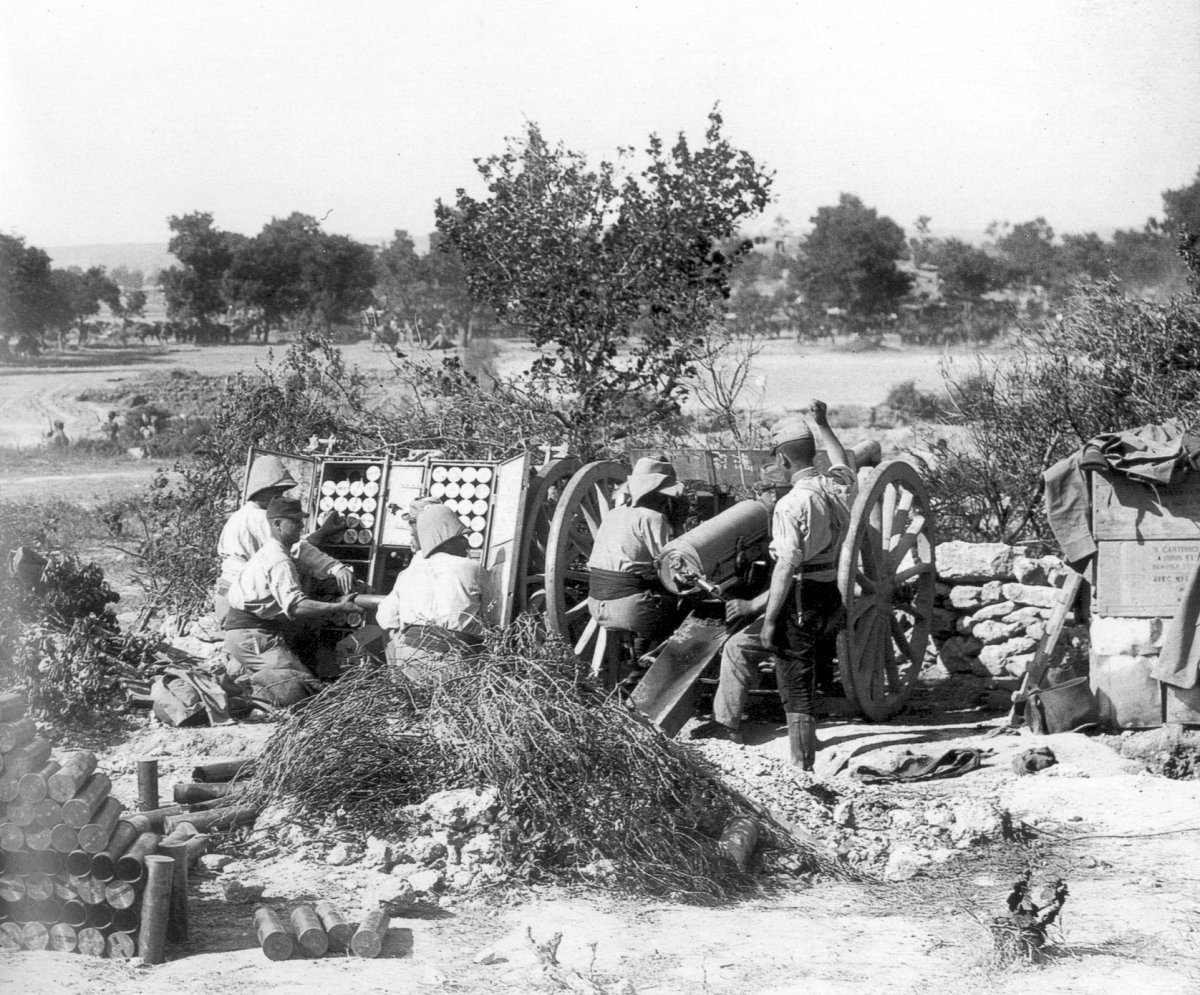
توپخانه ارتش فرانسه
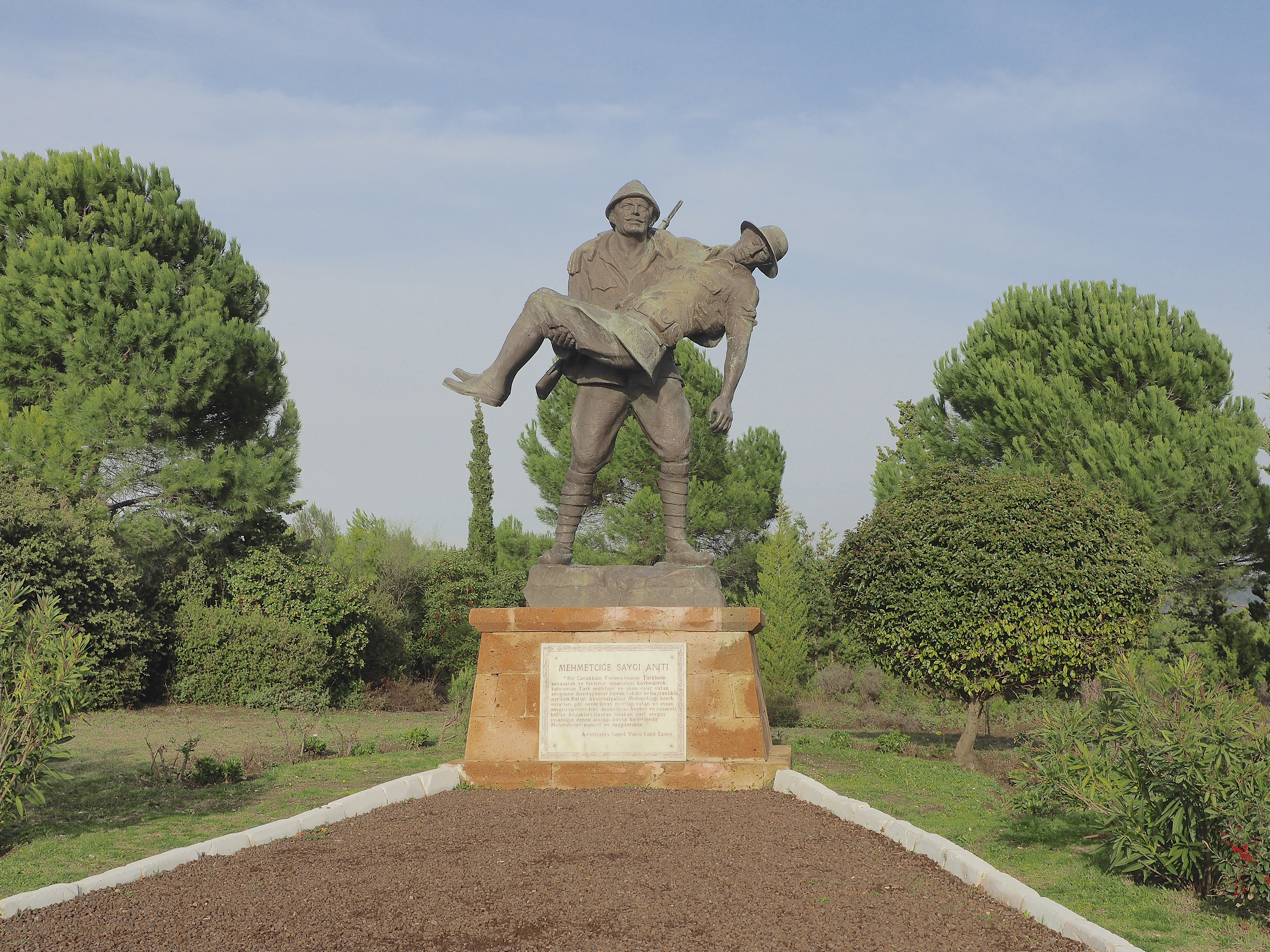
یادبود سربازان تُرک